# Robert Duncan Edwards
Robert Duncan Edwards (* 1942 in Freeport, Nassau County, New York) ist ein US-amerikanischer Mathematiker, der sich mit geometrischer Topologie beschäftigt.
Edwards promovierte 1969 bei James Kister an der University of Michigan (Homeomorphisms and Isotopies of Topological Manifolds). Er war ab 1970 Professor an der University of California, Los Angeles (UCLA), wo er seit 2006 Professor Emeritus ist. 1976/77 war er am Institute for Advanced Study in Princeton. Er ist Fellow der American Mathematical Society.
In den 1970er Jahren hatte er mit seinen Arbeiten wesentlichen Anteil am Beweis der Vermutung der Doppelten Einhängung (Double Suspension), dass die doppelte Einhängung jeder n-Homologiesphäre eine (n+2)-Sphäre ist. Edwards bewies, dass die k-fache Einhängung der n-Homologiesphäre die (n+k)-Sphäre ist für (n+k) größer oder gleich 6. Das Problem war eines auf einer Liste sieben wichtiger topologischer Probleme, die John Milnor 1963 veröffentlichte.
1975 wurde er Sloan Research Fellow. 1978 hielt er einen Plenarvortrag auf dem Internationalen Mathematikerkongress (ICM) in Helsinki (The topology of manifolds and cell like maps).